# La Butte rouge
Cet article possède des paronymes, voir La Butte (homonymie) et Butte Rouge.
La Butte rouge est une chanson de Montéhus (1872-1952) sur une musique de Georges Krier (1872-1946), écrite après la Première Guerre mondiale, en 1923.

## Historique
Cette chanson antiguerre fait référence à la « butte Bapaume », un lieu-dit inhabité dans les environs de Berzieux (Marne), et à un sanglant épisode sur le front de Champagne, pendant la Première Guerre mondiale,.
Le contraste entre la valse lente de sa musique et les paroles est remarquable. Chanson du répertoire de Montéhus, il ne reste aujourd'hui qu'un enregistrement commercial d'époque chanté par Francis Marty.
L'opposition faite dans la chanson entre la Butte rouge et la butte Montmartre conduit par erreur à identifier la chanson à la Commune de Paris : c’est ainsi qu’elle apparaît de façon anachronique dans le Van Gogh de Maurice Pialat. 

## Reprises
Elle a été reprise par de nombreux chanteurs ou groupes, dont :
- Yves Montand[4], dans Chansons populaires de France (1955)
- Claude Vinci[4]
- Marc Ogeret[4]
- Renaud, dans Le P'tit Bal du samedi soir et autres chansons réalistes
- Les Motivés (Zebda)
- Docteur Merlin
- Serge Utgé-Royo
- Gérard Gorsse
- Christian Borel
- Leny Escudero dans Leny Escudero chante la liberté (1997)
- Dominique Grange dans le CD "Des Lendemains qui saignent"- (2009)
- Wim De Craene - De Rode Heuvel (1973 - en Flamand)

## Paroles
Sur cette butte là, y avait pas d'gigolette

Pas de marlous ni de beaux muscalins

Ah, c'était loin du moulin d'la galette,

Et de Paname qu'est le roi des pat'lins

Ce qu'elle en a bu, du beau sang cette terre

Sang d'ouvrier, sang de paysan,

Car les bandits, qui sont cause des guerres

N'en meurent jamais on n'tue qu'les innocents

La butte rouge, c'est son nom, l'baptème s'fit un matin

Où tous ceux qui grimpèrent, roulèrent dans le ravin

Aujourd'hui y a des vignes il y pousse du raisin

Qui boira d'ce vin là boira l'sang des copains

Sur cette butte là, on n'y f'sait pas la noce,

Comme à Montmartre où l'champagne coule à flots

Mais les pauvr' gars qu'avaient laissé des gosses

Y f'saient entendre de terribles sanglots

C'qu'elle en a bu des larmes cette terre,

Larmes d'ouvriers, larmes de paysans,

Car les bandits, qui sont cause des guerres

Ne pleurent jamais car ce sont des tyrans.

La butte rouge, c'est son nom l'baptème s'fit un matin

Où tous ceux qui grimpèrent roulèrent dans le ravin

Aujourd'hui y a des vignes, il y pousse du raisin

Qui boit de ce vin là boira les larmes des copains

Sur cette butte là on y r'fait des vendanges

On y entend des cris et des chansons

Filles et gars doucement y échangent

Des mots d'amour qui donnent le frisson

Peuvent-ils songer dans leurs folles étreintes

Qu'à cet endroit où s'échangent leurs baisers

J'ai entendu la nuit, monter des plaintes

Et j'y ai vu des gars au crâne brisé ?

La butte rouge c'est son nom, l'baptème s'fit un matin

Où tous ceux qui grimpèrent, roulèrent dans le ravin

Aujourd'hui y a des vignes, il y pousse du raisin

Mais moi j'y vois des croix portant l'nom des copains.